# 2014-es angol labdarúgókupa-döntő
A 2014-es angol labdarúgókupa-döntő a 133. döntő a világ legrégebbi labdarúgó-versenyének, az FA-kupának a történetében. A mérkőzést a Wembley Stadionban Londonban rendezik 2013. május 17-én.

## Út a döntőbe
| ARSENAL           | ARSENAL      | ARSENAL     | Forduló      | HULL CITY              | HULL CITY | HULL CITY   |
| ----------------- | ------------ | ----------- | ------------ | ---------------------- | --------- | ----------- |
|                   |              |             |              |                        |           |             |
| Ellenfél          | Eredmény     | Újrajátszás |              | Ellenfél               | Eredmény  | Újrajátszás |
| Tottenham Hotspur | 2–0          |             | Harmadik kör | Middlesbrough          | 2–0       |             |
| Coventry City     | 4–0          |             | Negyedik kör | Southend United        | 2–0       |             |
| Liverpool         | 2–1          |             | Ötödik kör   | Brighton & Hove Albion | 1–1       | 2–1         |
| Everton           | 4–1          |             | Hatodik kör  | Sunderland             | 3–0       |             |
| Wigan Athletic    | 1–1 (b: 4–2) |             | Elődöntő     | Sheffield United       | 5–3       |             |

## A mérkőzés
| 2014. május 17. 18:00 CEST |

| Arsenal                               | 3–2 (h. u.)                 | Hull City            |
| ------------------------------------- | --------------------------- | -------------------- |
| Cazorla 17' Koscielny 71' Ramsey 109' | (1–2, 2–2, 2–2) Jegyzőkönyv | 4' Chester 8' Davies |

| Wembley Stadion, London Nézőszám: 89 345 Játékvezető: Lee Probert |

| Arsenal | Hull City |

| GK            | 21 | Łukasz Fabiański  |      |
| RB            | 3  | Bacary Sagna      |      |
| CB            | 4  | Per Mertesacker   |      |
| CB            | 6  | Laurent Koscielny |      |
| LB            | 28 | Kieran Gibbs      |      |
| DM            | 16 | Aaron Ramsey      |      |
| DM            | 8  | Mikel Arteta      |      |
| RM            | 19 | Santi Cazorla     | 106' |
| CM            | 11 | Mesut Özil        | 106' |
| LM            | 9  | Lukas Podolski    | 61'  |
| ST            | 12 | Olivier Giroud    | 85'  |
| Cserék:       |    |                   |      |
| GK            | 1  | Wojciech Szczęsny |      |
| DF            | 5  | Thomas Vermaelen  |      |
| DF            | 17 | Nacho Monreal     |      |
| MF            | 20 | Mathieu Flamini   |      |
| MF            | 7  | Tomáš Rosický     | 106' |
| MF            | 10 | Jack Wilshere     | 106' |
| FW            | 22 | Yaya Sanogo       | 61'  |
| Edző:         |    |                   |      |
| Arsène Wenger |    |                   |      |

| GK          | 1  | Allan McGregor    |      |
| CB          | 5  | James Chester     |      |
| CB          | 4  | Alex Bruce        | 67'  |
| CB          | 6  | Curtis Davies     |      |
| RM          | 27 | Ahmed el-Mohamedi |      |
| CM          | 7  | David Meyler      | 70'  |
| CM          | 8  | Tom Huddlestone   | 60'  |
| CM          | 14 | Jake Livermore    |      |
| LM          | 2  | Liam Rosenior     | 102' |
| CF          | 29 | Stephen Quinn     | 75'  |
| ST          | 12 | Matty Fryatt      |      |
| Cserék:     |    |                   |      |
| GK          | 22 | Steve Harper      |      |
| DF          | 3  | Maynor Figueroa   |      |
| DF          | 15 | Paul McShane      | 67'  |
| MF          | 10 | Robert Koren      |      |
| MF          | 17 | George Boyd       | 102' |
| FW          | 20 | Yannick Sagbo     |      |
| FW          | 24 | Sone Aluko        | 75'  |
| Edző:       |    |                   |      |
| Steve Bruce |    |                   |      |

| A mérkőzés legjobbja - Aaron Ramsey (Arsenal) JÁTÉKVEZETŐK - Asszisztensek: - Jake Collin - Mick McDonough - Negyedik játékvezető: Kevin Friend - Tartalék játékvezető: Simon Bennett | SZABÁLYOK - 90 perc. - 30 perc hosszabbítás, ha szükséges. - Büntetőpárbaj, ha az állás a hosszabbítás után is döntetlen. - Hét nevezett cserejátékos. - Legfeljebb három cserelehetőség. |